# サンダーバード6号
『サンダーバード6号』（サンダーバード6ごう、Thunderbird 6）は、1968年に製作されたイギリスの人形劇特撮映画。テレビシリーズ『サンダーバード』の劇場映画化作品第2作。上映時間89分。

## 概要

### 製作の経緯と興行成績
テレビシリーズは大成功したにもかかわらず、映画版『サンダーバード』の興行成績は期待外れに終わった。しかし、ユナイテッド・アーティスツはその理由が分からず、第2作を製作する決定を下した。シリーズのプロデューサーであるジェリー・アンダーソンは、テレビ版の監督の一人であるデスモンド・サンダースが、イギリスが最新鋭を謡って建造し墜落した、飛行船R101を描いたパニック映画の製作を提案していたことからインスピレーションを得て、妻のシルヴィアと共に脚本を執筆した。映画版第1作のデヴィッド・レイン監督と、特撮のデレク・メディングスが再起用され、1967年5月より撮影が開始されることになった。
スタッフは、従来のどのサンダーバード・シリーズとも異なった作品を作ろうという意気込みで、製作に臨んだ。冒頭の会議のシーンでは、大口で笑う人形達が特別に用意され、その歯は歯学科の医学生が褒めたほどの出来栄えだった。また、タイガー・モスのアクロバット飛行シーンでは、実物を使用した実写が行われることになり、映画『素晴らしきヒコーキ野郎』などの飛行シーンにも参加した女性パイロットのジョアン・ヒューズが操縦を担当した。撮影場所は建設中の高速道路で、タイガー・モスが橋の下をくぐるもので、撮影許可はおりたものの、着地して車輪をつけたままでなければくぐってはならないという条件付きだった。当日は運輸省の役人も立ち会ったが、突然の突風によりジョアンは飛行したまま橋をくぐることを余儀なくされ、これが二度繰り返された。結果的に当初の脚本通りの飛行となったものの、役人は激怒し、ジョアンとスタッフの一人は逮捕・起訴されてしまったが、判決は無罪となった。しかし、この一件により撮影許可は取り消されてしまい、残りの撮影はラジコン模型を使って行われ、実写部分と編集された。
完成した第2作は、ベーカー街にあるジャシーランド・シネマという映画館で地味に公開された。レスター・スクウェアのオデオン・シネマズでも上映されたものの、第1作同様、興行成績は振るわず、シリーズは終了となった。なお、2004年に製作された実写版映画『サンダーバード』にはジェリー・アンダーソンは参加していない。

### 日本での公開
日本でのロードショー公開においては、夏休みの子供を対象として、『大怪獣メギラ』、『いじわるヒョウ デパートの巻』、『いじわるヒョウ ペンキ屋の巻』と同時上映された。

## ストーリー
国際救助隊の頭脳ブレインズが新たに開発した反重力推進の民間大型遊覧飛行船スカイシップ1号。その処女航海となる世界一周飛行にはアラン以下国際救助隊の面々が招待された。
スカイシップの乗組員になりすまして乗り込んだ謎の組織・ブラックファントムの男たちはサンダーバードの秘密を探るべく陰謀を巡らせていた。航海終了間近の土壇場で陰謀が発覚し、やがてスカイシップ内で戦闘となるが、戦闘の流れ弾で反重力装置が破損し、スカイシップは鉄塔に引っかかって「座礁」してしまう。救助メカが下手に近寄ればスカイシップはバランスを失って転覆、だがこのままだと反重力装置が機能停止して墜落という状況に、さすがの国際救助隊も救助が困難な状況になってしまった。
そうした中、ブレインズが満を持して投入した新兵器「サンダーバード6号」とは…。

## 登場人物
ジェフ・トレーシー
声 - ピーター・ダイネリー
国際救助隊の司令官。ブレインズに新型メカの製作を要請するが……。
スコット・トレーシー
声 - シェーン・リマー
トレーシー兄弟の長男。サンダーバード1号担当。
バージル・トレーシー
声 - ジェレミー・ウィルキン
トレーシー兄弟の三男。サンダーバード2号担当。
アラン・トレーシー
声 - マット・ジマーマン
トレーシー兄弟の五男。サンダーバード3号担当。
ゴードン・トレーシー
声 - デイヴィッド・グレアム
トレーシー兄弟の四男。サンダーバード4号担当。
ジョン・トレーシー
声 - キース・アレクサンダー
トレーシー兄弟の次男。サンダーバード5号担当。
ブレインズ
声 - デイヴィッド・グレアム
科学者。国際救助隊メカ開発担当。匿名でスカイシップ1を開発。
ペネロープ・クレイトン＝ワード
声 - シルヴィア・アンダーソン
英国貴族。国際救助隊ロンドン支部エージェント。
アロイシャス・パーカー
声 - デイヴィッド・グレアム
ペネロープの執事。FAB1（ペネロープの使用する特殊装備を施したロールス・ロイス）の運転も担当。
ティンティン
声 - クリスティン・フィン
日本語版ではミンミン。国際救助隊の仇敵ザ・フッドの弟キラノの娘。国際救助隊の仕事を手伝う。
フォスター船長（偽物）
声 - ジョン・カースン
スカイシップ1号のフォスター船長に成りすました、ブラック・ファントムのメンバー。偽の搭乗員たちはホワイト・ゴーストのコード・ネームでブラック・ファントムに連絡を取る。
ブラック・ファントム
声 - ゲイリー・ファイルズ
国際救助隊の秘密を狙う謎の人物。終盤でその正体が明らかに。尚、プロデューサーのシルヴィア・アンダーソンと監督のデヴィッド・レインはこのキャラクターは「フッドの息子」という見解を示している。
ジム・グレン
声 - ジェフリー・キーン
新世界航空社長。
フォスター船長（本物）
声 - ゲイリー・ファイルズ
カーター（偽物）
声 - キース・アレクサンダー
スカイシップの搭乗員になりすます一人。銃撃戦の際に重力調節装置の前で応戦するも被弾し死亡する。
レイン（偽物）
声 - ゲイリー・ファイルズ
スカイシップの搭乗員になりすます一人。複葉機に捕まって逃げるもアランに撃たれて最初に転落する。
ホーガス（偽物）
声 - マット・ジマーマン
スカイシップの搭乗員になりすます一人。重力調節ルームでの銃撃戦で、バルコニーからアランを狙うもペネロープに撃たれる。
マーティン（偽物）
声 - ジェレミー・ウィルキン
スカイシップの搭乗員になりすます一人。最後まで複葉機にしがみつくも、アランに撃たれて転落する。
占い師
声 - クリスティーヌ・フィン
インドの街でペネロープの手相を見る。

### 日本語吹替
| 役名                           | 劇場公開版 | 民放テレビ版 | VHS版                             | NHK版                        |
| ------------------------------ | ---------- | ------------ | --------------------------------- | ---------------------------- |
| ジェフ・トレーシー             | 小沢重雄   | 中村正       | 阪脩                              | 小沢重雄                     |
| スコット・トレーシー           | 中田浩二   | 村山明       | 大塚芳忠                          | 中田浩二                     |
| バージル・トレーシー           | 宗近晴見   | 若本紀昭     | 大滝進矢                          | 宗近晴見                     |
| アラン・トレーシー             | 石立鉄男   | 古川登志夫   | 難波圭一                          | 菅沼久義                     |
| ゴードン・トレーシー           | 和田一壮   | 永田博丈     | 宮本充                            | 藤田圭宣                     |
| ジョン・トレーシー             | 市川治     | 永田博丈     | 堀秀行                            | 福島潤                       |
| ブレインズ                     | 大泉滉     | 八代駿       | 富山敬                            | 龍田直樹                     |
| ペネロープ・クレイトン＝ワード | 黒柳徹子   | 日比野美佐子 | 小原乃梨子                        | 黒柳徹子                     |
| アロイシャス・パーカー         | 今橋恒     | 青野武       | 及川ヒロオ                        | 松岡文雄                     |
| ザ・フッド                     | 西田昭市   | 飯塚昭三     | 笹岡繁蔵                          | 谷昌樹                       |
| ミンミン                       | 里見京子   | 中川まり子   | 榊原良子                          | 里見京子                     |
| フォスター船長（偽物）         | 納谷悟朗   | 寺島幹夫     | 千田光男                          | 咲野俊介                     |
| 新世界航空社長                 | 中村正     | 藤本譲       | 村松康雄                          | 佐々木敏                     |
| フォスター船長（本物）         | 館敬介     | 小野丈夫     |                                   | 中田和宏                     |
| カーター（本物）               |            |              |                                   |                              |
| レイン（本物）                 |            |              |                                   |                              |
| ホーガス（本物）               |            |              |                                   |                              |
| マーティン（本物）             |            |              |                                   |                              |
| カーター（偽物）               | 羽佐間道夫 |              |                                   | 斉藤瑞樹                     |
| レイン（偽物）                 | 岡部政明   |              |                                   | 上田陽司                     |
| ホーガス（偽物）               | 桑原たけし |              |                                   | 奥田啓人                     |
| マーティン（偽物）             | 伊藤克     |              |                                   | 斉藤次郎                     |
| ナレーション                   |            |              | 大塚明夫                          | 宮林康                       |
| 占い師                         |            |              | 達依久子                          | 山口眞弓                     |
| インドの商人                   |            |              |                                   |                              |
| ミサイル基地                   | 高塔正康   |              |                                   |                              |
| その他                         | 水沢麻耶   |              | 稲葉実 荒川太朗 辻親八            |                              |
| 日本語版スタッフ               |            |              |                                   |                              |
| 演出                           | 小林守夫   | 佐藤敏夫     | 加藤敏                            | 加藤敏                       |
| 翻訳                           | 木原たけし | 木原たけし   | 木原たけし                        | 木原たけし                   |
| 編集                           |            |              | 村上明                            | -                            |
| 録音                           |            |              | 熊倉亨                            | -                            |
| 調整                           |            |              | -                                 | 山本和利                     |
| 効果                           |            |              | -                                 | 倉橋静男                     |
| 製作                           | 東北新社   | 東北新社     | 東北新社 ワーナー・ホーム・ビデオ | 東北新社 NHKエンタープライズ |

- 劇場公開版 - テレビシリーズとほぼ同じキャストで収録したもの。公開時にビクターから発売されたソノシートに一部音声が収録（品番：MB-2022）。BD発売時に企画を担当した株式会社ニューラインが音源を捜索したものの発見できず[4]、上記のソノシート音声に映像を合わせたものが「オリジナル吹替音源による『サンダーバード６号』ダイジェスト映像」として収録された[5]。また劇場公開版の香盤表の写しが制作を担当した東北新社に保管されており、それを基にしたデータがブルーレイBOX封入のブックレットに記載された[6]。
- 民放テレビ版 - 1976年1月2日のNETテレビ（テレビ朝日）『お正月こども映画劇場』（9:30〜10:55）での放送時、劇場公開版の吹き替え音声を紛失したため新たに（放送枠に合せてカットして）録音したもの。レーザーディスクにVHS版と共に、ブルーレイにVHS版とNHK版と共に収録。
- VHS版 - ビデオ発売時に劇場公開版の音源を紛失していたのと、民放テレビ版の音源に一部欠落があったため新たに収録したもの。ただしパッケージ化に使用した原板が一部カットされた状態だったためこちらも一部欠落がある。ブルーレイに民放テレビ版とNHK版と共に収録。
プロデューサー：小川政弘（ワーナー・ホーム・ビデオ）
- NHK版 - 2003年7月29日にNHK-BS2『BS夏休みアニメ特選』（9:02〜10:32）[7]で放送された際に新録したもの。この新録のために極力テレビシリーズ当時と同じキャストを起用して録音しているが、当時の声優が引退・故人となっている場合は別人が代役を務めている。現在発売されているDVDにはこの音源を収録。
制作進行：津田剛士（東北新社）、制作総指揮：渡辺聡（NHKエンタープライズ）

※ハピネットから2021年8月4日に発売の「吹替シネマ2021 HDリマスター版BD」には民放テレビ版、VHS版、NHK版の三種類の日本語吹替に加えて特典としてオリジナル吹替音源によるダイジェスト映像を収録。民放テレビ版とVHS版のカット部分は原語音声・日本語字幕となる。

## メカニック

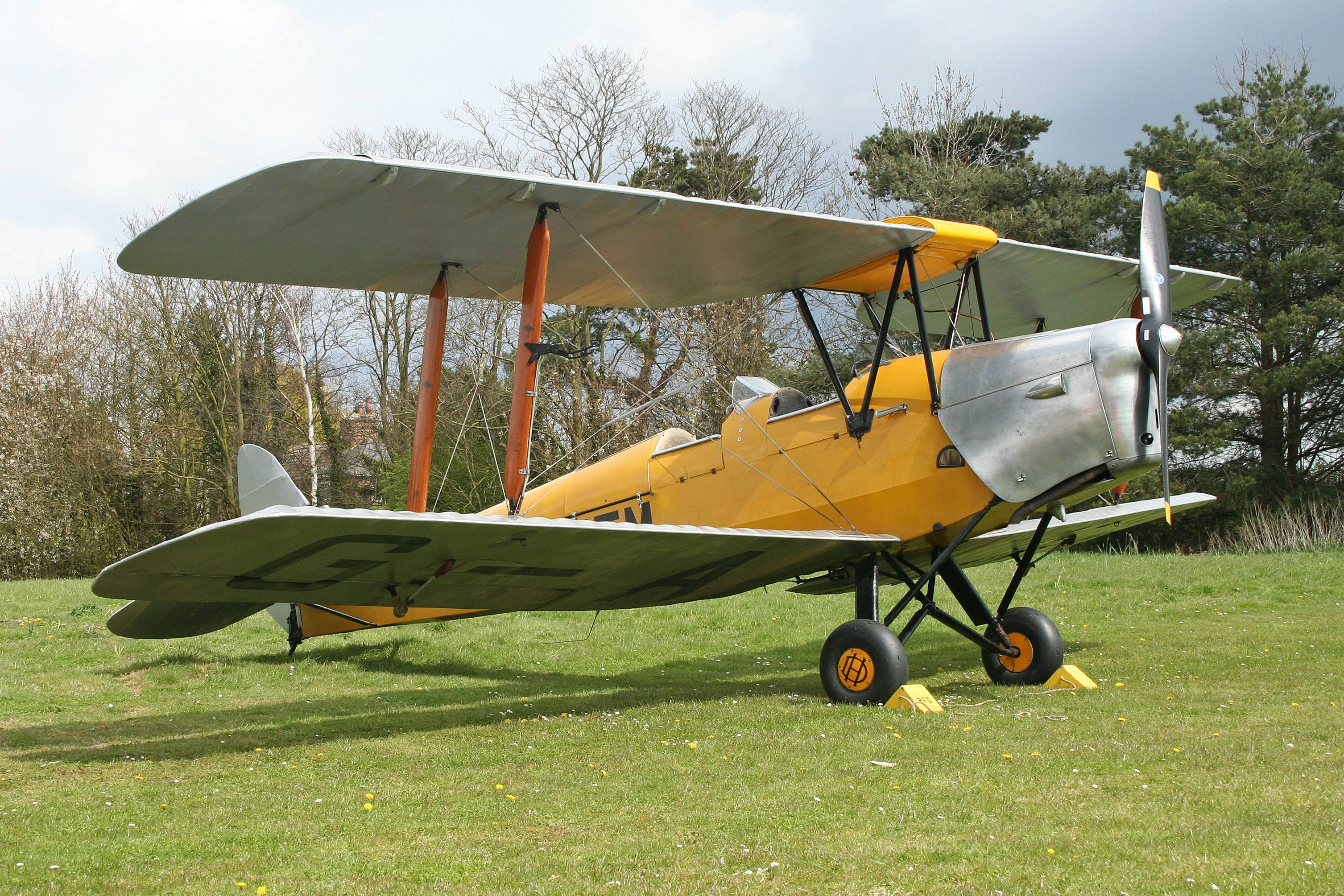
ファンの手により劇中と同じ塗装にされたDH82A タイガー・モス（2012年）

スカイシップ1（Skyship 1）
素顔を隠したブレインズが製作した飛行船。浮遊には気体でなく人工重力を使う。航行は完全自動。日本では「ドイツのヒンデンブルクに代表される飛行船時代への憧れ」と紹介されるが、実際にはイギリスの飛行船R101がモデルになっている。
日本では「サンダーバード6号 スカイシップ1」と銘打ったプラモデルが発売された。箱絵にもスカイシップ1が大きく描かれていたため、「6号の別名がスカイシップ1なのか」だったりと当時は、多くの勘違いを招いた。発売元の意図としては「サンダーバード6号＆スカイシップ1」であり、箱絵もよく見ればスカイシップ1の前を6号が飛んでいる。箱の横の説明でも「サンダーバード1号・2号・6号のミニモデル付き」と書かれており、サンダーバード6号と書かれた矢印はスカイシップ1の上に置かれた複葉機（6号）を指している。もちろん描かれている通りにミニモデルが付属している。ただし縮尺的には1号・2号は小さいが、6号はかえって大きいぐらいである。しかし､昭和46年に再販された際には、商品名がサンダーバード6号となっており、箱絵に描かれているスカイシップ1にも「THUNDERBIRD 6」と書かれていたため、スカイシップ1の事をサンダーバード6号と勘違いする人々が多数いたという。
サンダーバード6号
6号の製作はブレインズが色々検討していたが、これといった名案が出ずに難航していた。そしてクライマックスでの救助シーンでブレインズが危なっかしいぶっつけ本番の素人操縦で持ち出した「6号」は、なんと時代遅れの複葉機「タイガー・モス」であった。タイガー・モスはデ＝ハビラント社製のイギリス空軍練習機であり、空軍経験者にとって親しい、放映当時のイギリスでは有名な、しかし当時すでに時代遅れの存在であった。多くの飛行シーンが危なっかしいものであるにもかかわらず、上記のように、多くの撮影が模型ではなく実機で行われている。
本作のプロップは後に「ロンドン指令X」でも再登場している。

## スタッフ
- 製作：シルヴィア・アンダーソン
- 監督：デイヴィッド・レイン
- 脚本：ジェリー・アンダーソン、 シルヴィア・アンダーソン
- 音楽：バリー・グレイ
- 撮影：ハリー・オークス
- 編集：レン・ウォルター
- 視覚効果：デレク・メディングス

## 映像商品
- 20世紀フォックス ホーム エンターテイメント ジャパン（株）（発売元）より、DVDが繰り返し発売されている。

## 音楽商品
CDは過去に二種類発売された。
- 2004年7月28日、アメリカのMGMミュージックより、オリジナル・サウンドトラック盤CDが通販およびタワーレコード限定で発売された。モノラル。品番：MGMCD-001。
- 2014年8月12日、アメリカのLa-La Land Recordsより『サンダーバード 劇場版』とセットになったオリジナル・サウンドトラック盤CDが1200枚限定で発売された[9]。ステレオ。品番 LLLCD 1306。

また以下の商品に、純粋な音楽のみの副音声（Isolated Score Track）が収録されているが、全曲カバーされていない他、別テイクが収録されているものもある。
- 2014年5月にアメリカのTwilight Timeから発売された『サンダーバード 劇場版』とのセットのブルーレイ。ASIN B00KF6G2TM。
- 2015年6月15日にイギリスのFabulous Filmsから発売された単品のブルーレイ。ASIN B00VXGENP8。
- 2021年8月4日に日本のHappinetから発売されたブルーレイ。ASIN B08NVX5QT4。

### 注
1. ↑  原題 "The Monster That Challenged the World" 1957年ユナイテッド・アーティスツ配給。日本では『大怪獣出現』のタイトルで初公開され、85分の上映時間を43分に再編集して本作と併映された。
2. ↑  『ピンク・パンサー』のアニメ短編映画である、「ピンクに塗ろう」「真夜中のデパート」を併映した。ユナイテッド・アーティスツ配給。
3. ↑  VHS版吹替ではケリー、NHK版吹替ではピーターと呼ばれる。
4. ↑  VHS版吹替ではピーター、NHK版吹替ではトマスと呼ばれる。
5. ↑  VHS版吹替、NHK版吹替ではマルコと呼ばれる。
6. ↑  本物の搭乗員の遺体を投げ込む場面の3m6、インドの蛇使いの5m3、フォスターらが偽の連絡を発信する前の6m4など。